# ريمكو بيسينتيني
ريمكو بيسينتيني (بالهولندية: Remko Bicentini)‏ (20 فبراير 1968 بنايميخن في هولندا - ) هو مدرب كرة قدم ولاعب كرة قدم هولندي في مركز الدفاع. لعب مع إن إي سي نيميخن وDe Treffers ‏.

## روابط خارجية
- ريمكو بيسينتيني على موقع قاعدة بيانات كرة القدم.إي يو (الإنجليزية)
- ريمكو بيسينتيني على موقع Soccerway.com (الإنجليزية)